# Parco nazionale e riserva Gates of the Arctic
Il parco nazionale e riserva Gates of the Arctic (in inglese: Gates of the Arctic National Park and Preserve) è un parco nazionale che si estende sui Monti Brooks, nel nord dell'Alaska. Si tratta del parco nazionale più settentrionale degli Stati Uniti d'America, situato interamente a nord del Circolo polare artico; inoltre, costituisce il secondo parco più grande degli Stati Uniti, con una superficie di 34.287 km², di poco più grande del Belgio.
Gates of the Arctic fu inizialmente designato come monumento nazionale il 1º dicembre 1978, prima di essere riclassificato come parco nazionale e riserva dopo l'approvazione dell'Alaska National Interest Lands Conservation Act nel 1980.

## Ente parco
Secondo il sito web ufficiale, lo scopo del parco nazionale è quello di "preservarne il carattere selvaggio, vasto e incontaminato nonché l'integrità ambientale della zona centrale dei Monti Brooks".

## Attività

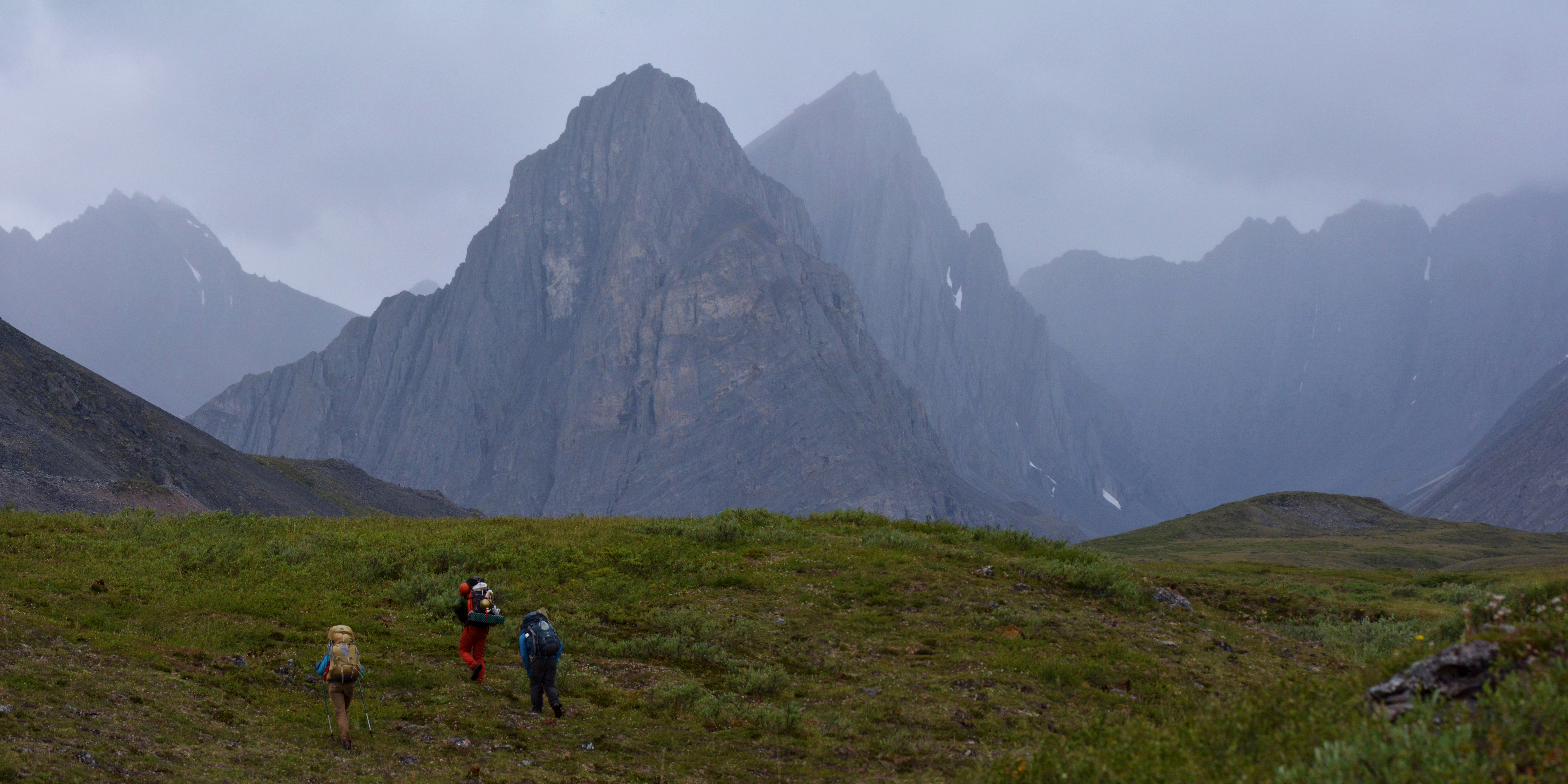
Escursionisti nella Thunder Valley, all'interno del Parco Nazionale

All'interno del Gates of the Arctic non vi sono strade. A causa della sua remotezza e della mancanza di infrastrutture, è il parco nazionale meno visitato degli Stati Uniti e una delle aree meno visitate dell'intero sistema dei parchi nazionali statunitensi, che comprende anche monumenti nazionali, aree ricreative, riserve e siti storici. Nel 2016, il parco ha ricevuto solo 10.047 visitatori: per confronto, nello stesso anno, il Parco Nazionale del Grand Canyon ha ricevuto quasi 6 milioni di visitatori (circa 600 volte di più).
La sede centrale del parco è a Fairbanks.

## Geografia

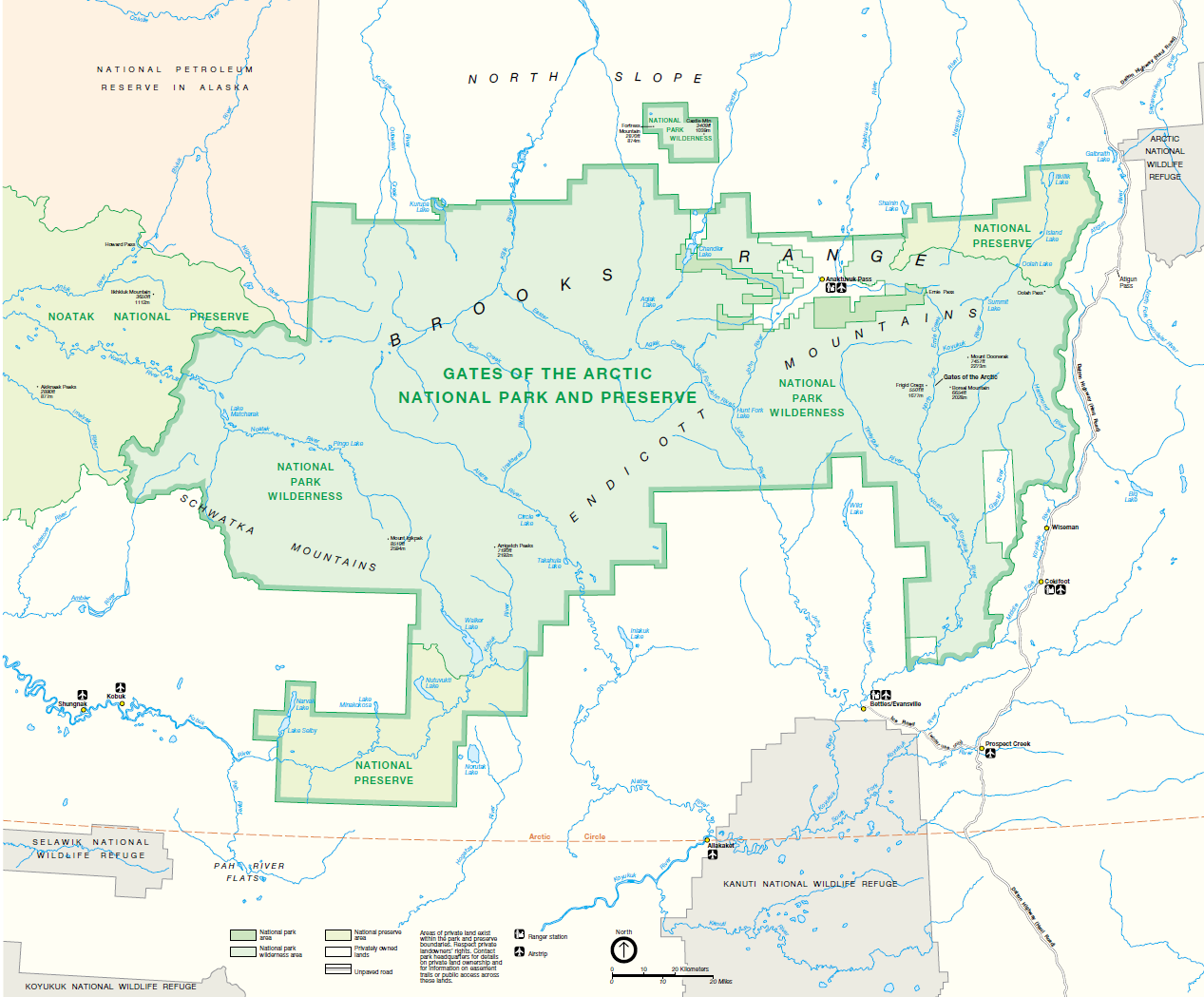
Mappa del parco: vedasi anche la relativa mappa con risoluzione regolabile

Gates of the Arctic si trova a ovest della Dalton Highway, al centro della catena dei Monti Brooks e copre le pendici settentrionali e meridionali dei rilievi montuosi. Il parco comprende i Monti Endicott e parte dei Monti Schwatka. La maggior parte della zona è designata come parco nazionale, in cui è consentita solo la caccia di sussistenza da parte delle comunità rurali locali. La caccia sportiva è consentita solo nella riserva nazionale, dietro possesso delle relative licenze e permessi.
Il confine orientale del parco segue il percorso della Dalton Highway a una distanza di poche miglia, con la parte più occidentale dell'Arctic National Wildlife Refuge a 16 km più a est. Il Kanuti National Wildlife Refuge si trova vicino al confine sud-est del parco. La Noatak National Preserve confina a ovest del parco e la National Petroleum Reserve dell'Alaska confina con l'angolo nord-ovest del parco. Quasi tutto il parco è costituito da deserto, ad eccezione delle aree adiacenti al passo di Anaktuvuk.
Dieci piccole comunità che risiedono al di fuori dei confini del parco sono classificate come "resident zone communities" e dipendono dalle risorse del parco per il sostentamento. Si tratta di Alatna, Allakaket, Ambler, Passo Anaktuvuk, Bettles, Evansville, Hughes, Kobuk, Nuiqsut, Shungnak e Wiseman. All'interno del parco non ci sono strade, sentieri, strutture per i visitatori o campeggi organizzati. Circa 105.000 ettari del parco e della riserva sono di proprietà di società native o dello Stato dell'Alaska, mentre 2.939.000 ettari sono protetti dalla Gates of the Arctic Wilderness.
All'interno del parco si trovano rilievi come i Picchi di Arrigetch e il Monte Igikpak e sei fiumi inclusi nel circuito dei Wild and Scenic Rivers:
- Alatna 83 miglia (134 km)
- John 52 miglia (84 km)
- Kobuk 110 miglia (177 km)
- la forca settentrionale del Koyukuk 102 miglia (164 km)
- parte del Noatak;
- Tinayguk 44 miglia (71 km)

## Clima
Secondo il sistema di classificazione climatica di Köppen, il parco ha un clima subartico con estati fresche e precipitazioni distribuite lungo tutto l'anno, con una temperatura minima annuale di -41.4 °C.

## Geologia e territorio

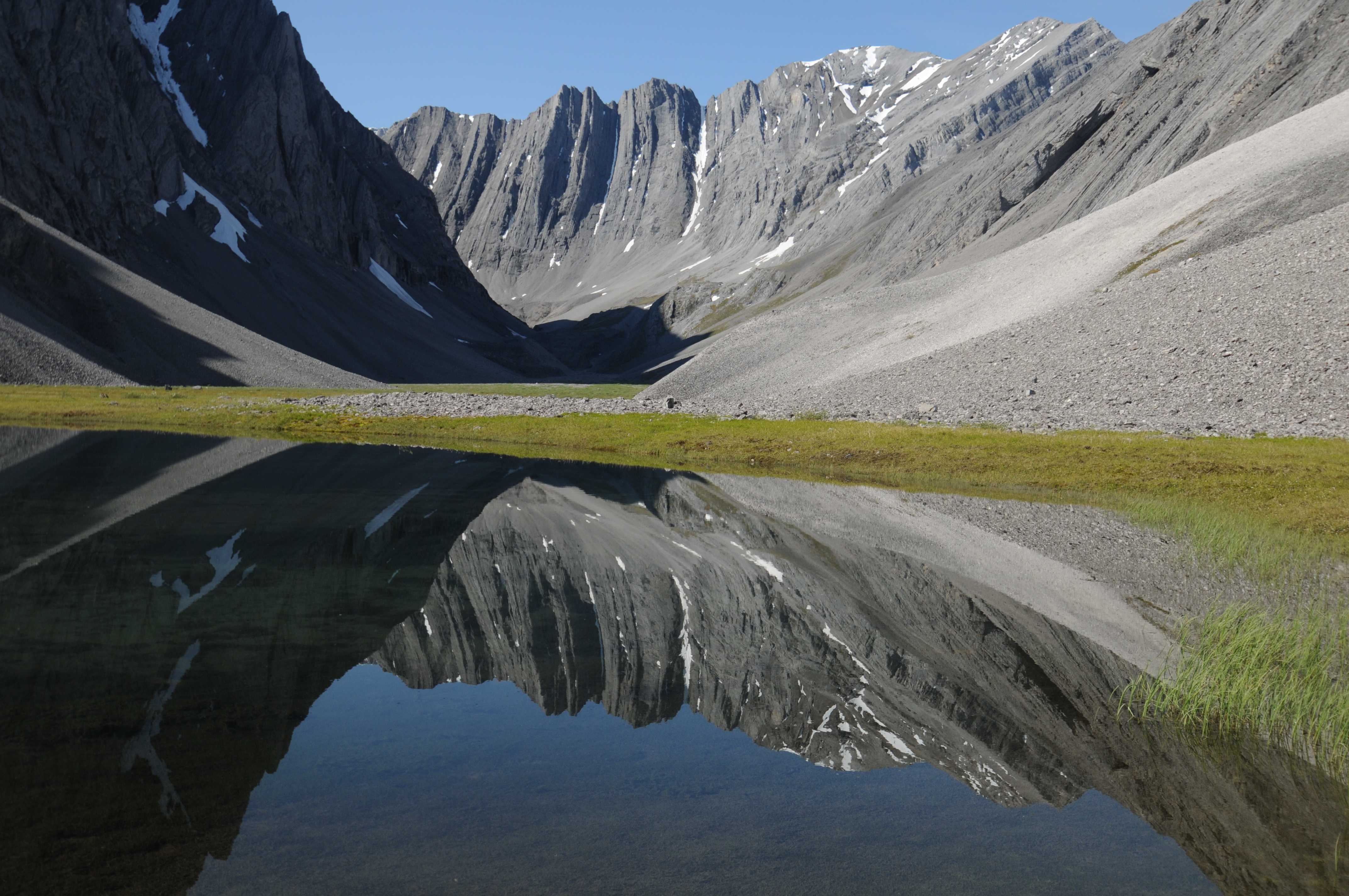
La Oolah Valley

Il parco comprende gran parte della catena montuosa dei Monti Brooks. Si estende a est fino alla forca centrale del fiume Koyukuk, parallelamente alla Dalton Highway e al Trans-Alaska Pipeline. Il parco si trova a cavallo dello spartiacque continentale che divide il bacino idrografico dell'Oceano Pacifico da quello del Mar Glaciale Artico. La sezione più settentrionale del parco comprende piccole porzioni di tundra artica. I Monti Brooks occupano la sezione centrale del parco, giacendo su una linea est-ovest. A sud dei Monti Brooks, l'Ambler-Chandalar Ridge, con le sue valli e i suoi laghi, si erge da est a ovest. La parte più meridionale del parco comprende le pianure di Kobuk-Selawik, con le sorgenti del fiume Kobuk. I Monti Brooks sono stati soggetti a numerose glaciazioni, la più recente delle quali è chiamata glaciazione Itkillik (avvenuta in un periodo compreso tra 24.000 anni fa a circa 1500-1200 anni fa).

## Ecologia

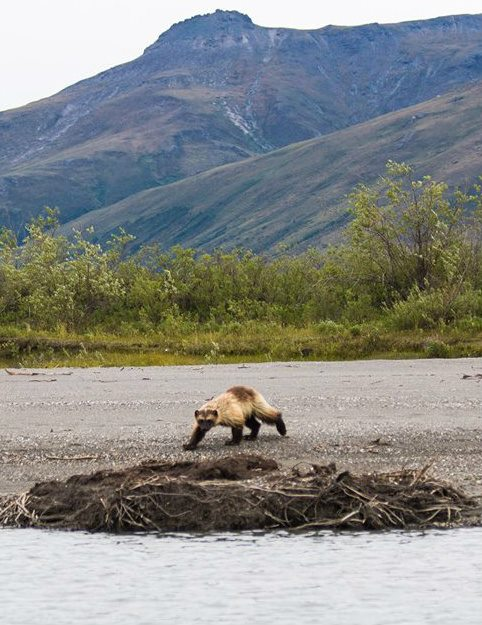
Ghiottone sulla riva del fiume Noatak.

La foresta boreale si estende fino a circa 68 gradi di latitudine nord, ed è caratterizzata dalla presenza di pecci neri e di pioppi. A nord di quel parallelo, che coincide con la dorsale dei Monti Brooks, il territorio si presenta arido e freddo. Durante i lunghi inverni le temperature possono raggiungere i -59 °C, ma durante l'estate sono stati registrati picchi di 32 °C per brevi periodi. L'intera superficie del parco è situata a nord del Circolo polare artico.
La fauna include orsi bruni, orsi neri, buoi muschiati, alci, bighorn bianchi, lupi dell'Alaska, ghiottoni, coyote, linci, marmotte, istrici, lontre di fiume, volpi rosse e volpi artiche, castori, lepri scarpa da neve, topi muschiati, aquile calve, aquile reali, falchi pellegrini, falchi pescatori e gufi della Virginia. Più di mezzo milione di caribù migra attraverso i Mont Brooks due volte l'anno, spostandosi verso nord in estate e verso sud in inverno. I caribù costituiscono un'importante fonte di sostentamento per i popoli nativi. Il parco, inoltre, è la zona più settentrionale in cui è possibile trovare bighorn bianchi. Si stima che circa 132 orsi bruni risiedano nel parco e nella riserva, sulla base di una densità di circa un orso per 100 miglia quadre (260 km²).

## Storia

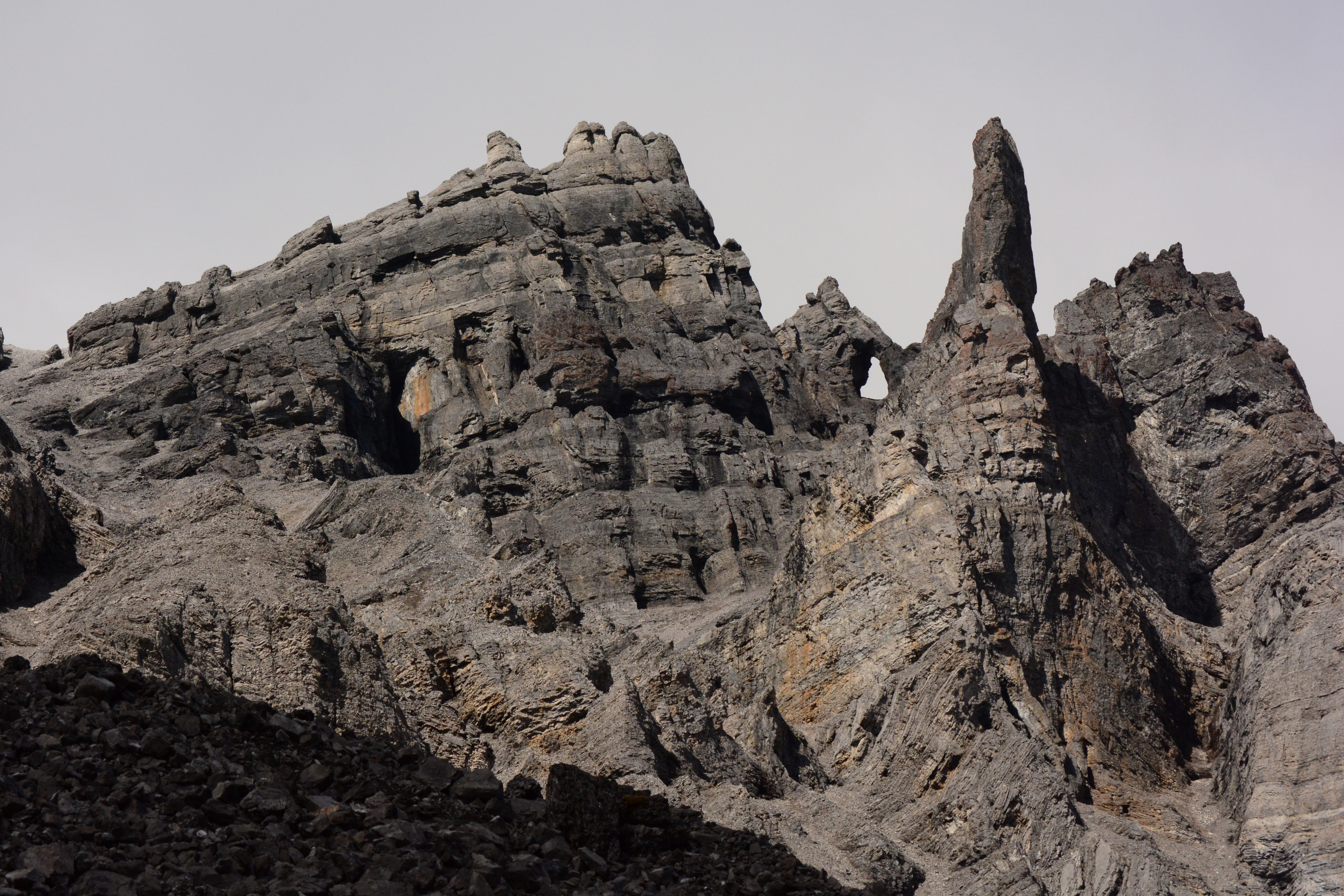
Le antiche formazioni presenti sui fondali marini si sono trasformate in scogliere, pinnacoli e archi.

Le popolazioni nomadi hanno abitato la zona dei Monti Brooks per ben 12.500 anni, sostentandosi principalmente di caribù e altri animali selvatici. Nel sito di Mesa a Iteriak Creek sono state trovate tracce di insediamenti umani risalenti a un periodo compreso tra 11.500 e 10.300 anni fa. In siti più recenti, risalenti a circa 6.000 anni fa, sono state ritrovate punte di proiettili, coltelli di pietra e piombini. È stata inoltre documentata la presenza della tradizione microlitica artica.
I primi Inupiat apparvero intorno al 1200 d.C. nella zona costiera, per poi diffondersi nell'area dei Monti Brooks, diventando i Nunamiut. Questi, che avevano lasciato gran parte delle loro terre ancestrali a seguito di un crollo della popolazione di caribù all'inizio del 1900, ripresero uno stile di vita isolato di sussistenza dopo essersi stabiliti sulle montagne alla fine degli anni '30. Nel 1949 le ultime due bande semi-nomadi si unirono nella valle del fiume Anaktuvuk e nel decennio successivo fondarono la comunità di Anaktuvuk Pass. Anche il popolo Gwich'in, un gruppo dell'athabaska settentrionale, ha vissuto nell'area negli ultimi mille anni.
L'interno dell'Alaska fu esplorato solo dopo la fine del XIX secolo, quando la corsa all'oro del Klondike portò i cercatori d'oro in Alaska. Nel parco sono stati individuati alcuni accampamenti de gruppi di esplorazione. All'inizio del XX secolo furono avviate alcune operazioni minerarie di scarso rilievo storico.
Il nome del parco risale al 1929, quando l'attivista Bob Marshall, esplorando la forca settentrionale del fiume Koyukuk, scoprì due montagne (Frigid Crags e Boreal Mountain), ognuna delle quali si ergeva su un lato del fiume, battezzando questa zona Gates of the Arctic ("Porte dell'Artico"). Marshall trascorse del tempo a Wiseman all'inizio degli anni '30, pubblicando un resoconto del luogo nel suo libro del 1933 Arctic Village. Negli anni '40 lo scrittore e ricercatore Olaus Murie propose la preservazione delle terre dell'Alaska.
Le prime proposte di istituzione di un parco nazionale nei Monti Brooks emersero per la prima volta negli anni '60, finché nel 1968 un team di indagine del National Park Service raccomandò l'istituzione di un parco di 1.700.000 ettari. Quell'anno, il segretario degli interni Stewart Udall raccomandò al presidente Lyndon B. Johnson di istituire un monumento nazionale nei Monti Brooks e in altre località dell'Alaska, ma Johnson rifiutò. Solo il 1 dicembre 1978 il presidente Jimmy Carter promulgò un atto per istituire numerosi nuovi monumenti nazionali nell'Alaska, incluso il monumento nazionale Gates of the Arctic. Nel 1980 il Congresso approvò l'Alaska National Interest Lands Conservation Act (ANILCA) e il monumento divenne ufficialmente parco nazionale il 2 dicembre 1980.